# Миколышина, Наталия Григорьевна
Наталия Григорьевна Миколышина (род. 18 мая 1958, СССР) — советская и российская актриса.

## Биография
Наталья Миколышина родилась 18 мая 1958 года. Первую роль в кино сыграла в детстве (главная роль в фильме «Всадники»), когда ей было 14 лет. В 1980 году окончила Школу-студию МХАТ (руководители курса П. В. Массальский и И. М. Тарханов), где училась вместе с Александром Балуевым, Павлом Каплевичем и Степаном Старчиковым. Служила актрисой в Театре имени Островского, МТЮЗе, преподавала в Первой школе мюзикла, вела театральные студии. С 2006 года преподаёт актёрское мастерство в Институте современного искусства (сначала на вокальном факультете, а с 2010 года — на актёрском факультете в мастерской А. Я. Дика). Занимается танцем, вокалом, верховой ездой, художник-оформитель.

## Фильмография

### Роли в кино
- 1972 — Всадники — Танька
- 1973 — Дума о Ковпаке (3-й фильм — «Карпаты, Карпаты…») — Зося[3]
- 1979 — Отпуск в сентябре — Ирина Николаевна Рожкова (любовница Зилова)
- 1982 — Кто стучится в дверь ко мне… — театральная актриса
- 1982 — Семейное дело
- 1983 — Молодые люди
- 1985 — Город невест
- 2005 — Адъютанты любви — хозяйка гостиницы
- 2005 — Адъютанты любви. Фаворитка
- 2006 — Врачебная тайна — Колчина
- 2009 — Любовь — не то, что кажется — Фрося

### Участие в телесериалах
- 2006 — Детективы
- 2007 — След
- 2010 — Медиаторы